# Rafael Nickel
Rafael Nickel, född den 30 juli 1958 i Hamburg, Tyskland, är en västtysk fäktare som tog OS-guld i herrarnas lagtävling i värja i samband med de olympiska fäktningstävlingarna 1984 i Los Angeles.